# زاون خاچاتوریان
زاون خاچاتوریان (انگلیسی: Zaven Khatchaturian) عصب‌پژوه و پژوهشگر بیماری آلزایمر می‌باشد. پیشگام در پژوهش بیماری آلزایمر می‌باشد. خاچاتوریان سابقاً برای مؤسسه ملی کهنسالی فعالیت می‌کرد. وی هم‌اکنون ریاست انجمن آلزایمر ایالات متحده آمریکا را برعهده دارد. وی همچنین ویراستار مجله «Alzheimer's and Dementia» می‌باشد.